# Championnats d'Europe de lutte 2001
Les  Championnats d'Europe de lutte 2001 se sont tenus d'avril à mai 2001, pour la lutte gréco-romaine à Istanbul en Turquie et pour la lutte libre à Budapest en Hongrie. 

## Hommes

### Lutte gréco-romaine
| Épreuves | Or                            | Argent                   | Bronze                     |
| -------- | ----------------------------- | ------------------------ | -------------------------- |
| 54 kg    | Boris Radkevich (BLR)         | Ercan Yıldız (TUR)       | Dariusz Jabłoński (POL)    |
| 58 kg    | Petr Švehla (TCH)             | Irakli Czoczua (GEO)     | Marian Sandu (ROU)         |
| 63 kg    | Şeref Eroğlu (TUR)            | Temur Tejumov (RUS)      | Włodzimierz Zawadzki (POL) |
| 69 kg    | Aleksandr Doxturushvili (GEO) | Michaił Iwanczenko (RUS) | Movses Karapetian (ARM)    |
| 76 kg    | Aleksey Mishin (RUS)          | Ara Abrahamian (SWE)     | Nazmi Avluca (TUR)         |
| 85 kg    | Hamza Yerlikaya (TUR)         | Marcin Letki (POL)       | Ołeksandr Darahan (UKR)    |
| 97 kg    | Aleksander Bezruczkin (RUS)   | Ali Mołłow (BUL)         | Petru Sudureac (ROU)       |
| 125 kg   | Mihály Deák-Bárdos (HUN)      | Fatih Bakir (TUR)        | Serghei Mureico (BUL)      |

### Lutte libre
| Épreuves | Or                     | Argent                    | Bronze                    |
| -------- | ---------------------- | ------------------------- | ------------------------- |
| 54 kg    | Ghenadie Tulbea (MDA)  | Amirán Kardánof (GRE)     | Armen Mkrtchian (ARM)     |
| 58 kg    | Zsolt Bankuti (HUN)    | Vasyl Fedoryshyn (UKR)    | Aliaxandr Karnitski (BLR) |
| 63 kg    | Serafim Barzakov (BUL) | Soslan Tomayev (RUS)      | Otar Tushishvili (GEO)    |
| 69 kg    | Ahmet Gülhan (TUR)     | Irbiek Farnijew (RUS)     | Nicolai Paslar (BUL)      |
| 76 kg    | Buvaysar Saytiev (RUS) | Mirosław Goczew (BUL)     | Árpád Ritter (HUN)        |
| 85 kg    | Sazhid Sazhidov (RUS)  | Dawyd Biczinaszwili (UKR) | Biejbułat Musajew (BLR)   |
| 97 kg    | Eldar Kurtanidze (GEO) | Giorgi Gogshelidze (RUS)  | Aleksandr Szemarow (BLR)  |
| 125 kg   | David Musuľbes (RUS)   | Aleksi Modebadze (GEO)    | Sven Thiele (GER)         |

## Femmes
| Épreuves | Or                             | Argent                    | Bronze                       |
| -------- | ------------------------------ | ------------------------- | ---------------------------- |
| 46 kg    | Inga Karamtshakova (RUS)       | Iryna Merleni (UKR)       | Kamelia Tsekova (BUL)        |
| 51 kg    | Sofia Pumburidou (GRE)         | Natalia Gushina (RUS)     | Alena Kareicha (BLR)         |
| 56 kg    | Tetyana Lazareva (UKR)         | Ida-Theres Nerell (SWE)   | Konstantina Tsibanakou (GRE) |
| 62 kg    | Małgorzata Bassa-Roguska (POL) | Natalia Ivanova (RUS)     | Lene Aanes (NOR)             |
| 68 kg    | Natalia Gavrilova (RUS)        | Lise Legrand (FRA)        | Anita Schätzle (GER)         |
| 75 kg    | Edyta Witkowska (POL)          | Svetlana Martynenko (RUS) | Nina Englich (GER)           |